# 佐比売村
佐比売村（さひめむら）は、島根県安濃郡にあった村。現在の大田市三瓶町池田、三瓶町志学、三瓶町多根にあたる。

## 地理
- 河川：静間川[2]、早水川[3]、千原川[4]
- 山岳：三瓶山[1]、森田山[5]

## 歴史
- 1889年（明治22年）4月1日、町村制の施行により、安濃郡野城村（一部、字円城寺）、多根村、小屋原村、上山村、志学村、池田村が合併して村制施行し、佐比売村が発足[1][6]。
- 1946年（昭和21年）開拓団（21戸）入植[1]。
- 1954年（昭和29年）4月1日、大田市に編入され廃止[1][6]。

### 地名の由来
三瓶山の古名に由来。

## 産業
- 農業、醤油、製茶[1]。